# Distretto di Vischongo
Il distretto di Vischongo è uno degli otto distretti della provincia di Vilcas Huamán, in Perù. Si trova nella regione di Ayacucho e si estende su una superficie di 247,55 chilometri quadrati.

Ha per capitale la città di Vischongo e nel censimento del 2005 contava 4.625 abitanti.